# Allan Monteiro
Allan Monteiro (ur. w 1922)  – pakistański bokser.
Uczestniczył w Letnich Igrzyskach Olimpijskich, w 1948 roku, odpadł w pierwszej rundzie w wadze koguciej po przegranej walce z  Babu Lallem. 